# Gavin McInnes
Gavin Miles McInnes (født 17. juli 1970) er en Canadisk forfatter og politisk kommentator.